# Epiechinus clementi
Epiechinus clementi är en skalbaggsart som beskrevs av Thérond 1960. Epiechinus clementi ingår i släktet Epiechinus och familjen stumpbaggar. Inga underarter finns listade i Catalogue of Life.